# Prima battaglia di Marengo (1799)
La prima battaglia di Marengo fu uno scontro avvenuto il 16 maggio 1799, nell'ambito della guerra della Seconda coalizione, che vide contrapporsi le forze francesi del generale Jean Moreau e quelle del generale russo Suvorov.
La battaglia, avvenuta a pochi giorni di distanza dallo scontro a Bassignana, si conclude con la ritirata francese, sebbene le forze di Moreau parvero nettamente superiori in combattimento rispetto a quelle della coalizione per gran parte dello scontro.

## Contesto storico
Dopo l'espansione dell'influenza francese in Italia e la spedizione in Egitto di Bonaparte, le maggiori potenze europee si coalizzarono nuovamente contro la giovane repubblica, nella speranza di ottenere una decisiva vittoria militare e ristabilire l'ordine precedente. Gli eserciti coalizzati di austriaci e russi intervennero contro le forze francesi in Italia, sotto il comando dell'esperto e temibile generalissimo Suvorov.

## Antefatti
Dopo un timido inizio sotto la guida del generale Schérer, caratterizzato dal parziale successo a Verona e dalla successiva sconfitta a Magnano, le forze francesi erano state costrette a ripiegare in Lombardia. Il comando fu poi ceduto al più giovane generale Jean Moreau.

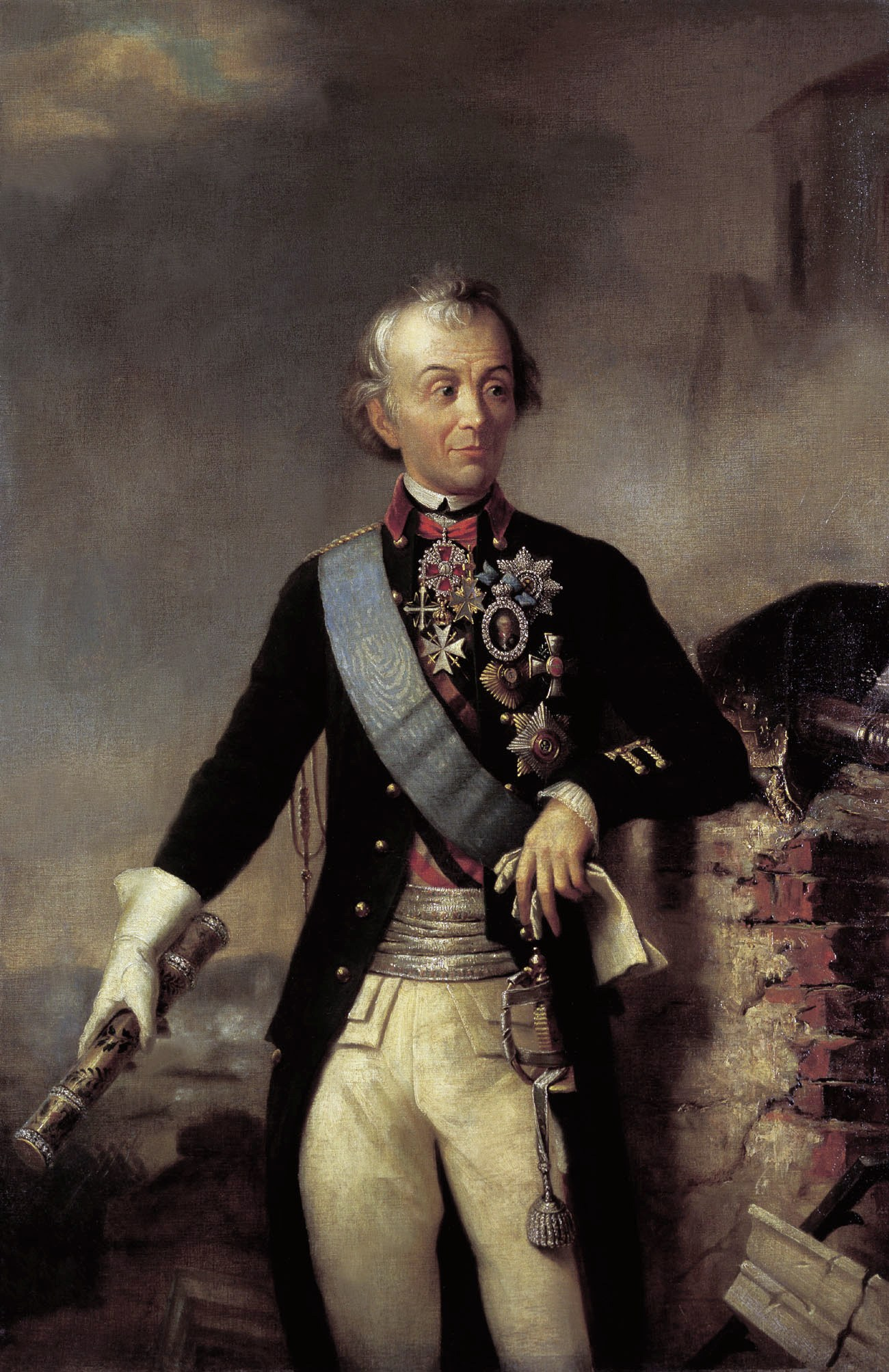
Il generalissimo Suvorov

In quegli stessi giorni, le forze di Suvorov giunsero in Italia, unendosi all'esercito austriaco di Paul Kray. In quindici giorni dal loro arrivo a Verona, gli eserciti coalizzati ottennero dei risultati straordinari: cacciarono i francesi dalla Lombardia, sconfiggendoli ripetutamente a Lecco, Cassano d'Adda e Verderio, catturando per intero una delle loro divisioni e instaurando nuovamente un governo filo-asburgico a Milano, appena liberata dai repubblicani.
Gli ordini giunti a Suvorov da Vienna furono di liberare le fortezze lombarde che contenevano ancora truppe francesi al loro interno. Nonostante il proprio parere fosse contrario, Suvorov obbedì. Pizzighettone e Peschiera caddero in breve tempo, mentre Mantova rimase in mano francese molto più a lungo.
Nei primi giorni di maggio, un'azione dell'Arciduca Costantino e del generale Rosenberg nei pressi di Bassignana finì per sfiorare la tragedia quando le forze di Grenier si opposero alle manovra russe, costringendo gli invasori a ritirarsi oltre il Po con numerosi caduti alle loro spalle.
Catturata Pizzighettone, le forze di von Kaim si unirono a quelle di Rosenberg, dirigendosi verso la fortezza di Tortona. Più in generale, le forze di Suvorov si stavano impegnando per tagliare le comunicazioni tra il Piemonte e Genova, impedendo ai francesi di ricevere i rinforzi dagli Appennini: con una strategia tipica di Napoleone, Suvorov voleva impedire a MacDonald e Moreau di unire le forze e sconfiggerli separatamente, posizionandosi tra i due eserciti.
Il 15 maggio, Bagration occupò Novi, disponendo le proprie forze tra lo Scrivia ed il Bormida, mentre le forze del generale Karachay si dispiegarono a Marengo. Nel complesso, gli austro-russi erano circa 36 000 mentre i francesi al massimo 25 000 , sebbene i fiumi ingrossati dalle piogge avevano reso la loro posiziona piuttosto difficile da attaccare.

## La battaglia
Moreau, considerata la difficile situazione in Piemonte ed i recenti rapporti sui movimenti dei nemici, ritenne che le forze della coalizione intendessero muoversi verso nord. Se ciò fosse stato vero, questa poteva essere la migliore possibilità, e forse l'unica, di riallacciare i collegamenti con Genova. Pertanto, fece costruire un ponte sul Bormida nella notte del 16 maggio. La divisione di Victor lo attraversò, la cavalleria guadò il fiume mentre Grenier si mantenne sulle posizioni del giorno precedente. Proseguendo sulla strada che passa per Marengo e San Giuliano e che porta a Tortona, i francesi furono avvistati da alcune pattuglie degli uomini di von Melas, che si precipitarono ad informare il corpo principale dell'esercito mentre i loro commilitoni erano accampati lungo lo stesso percorso.

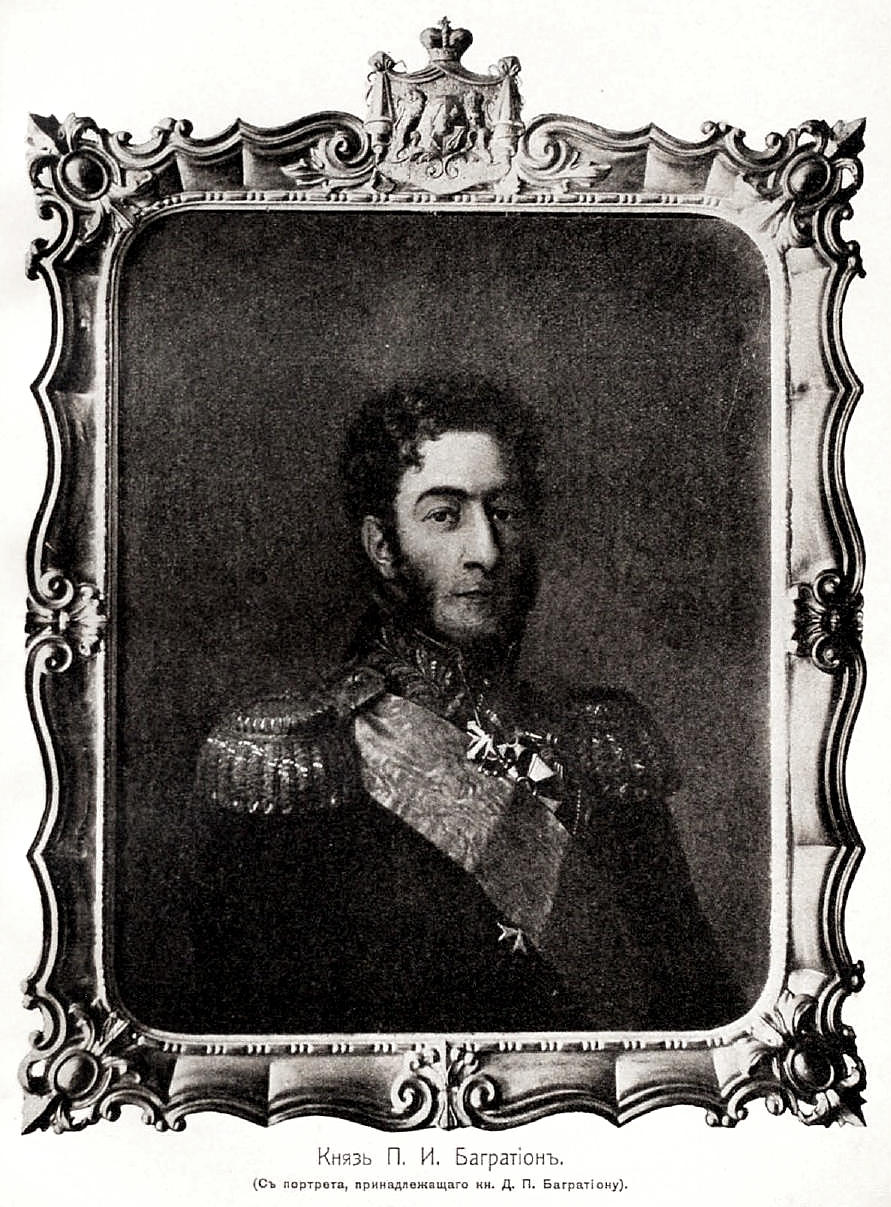
Petr Ivanovic Bagration

La notizia dell'arrivo dei francesi mandò gli austriaci in confusione. Il generale Lusignan prese con sé sette battaglioni di fanteria e sei squadroni di dragoni e si mosse contro i francesi, incontrandoli non lontano da Marengo. Nel frattempo, Bagration si stava muovendo seguendo i precedenti ordini di Suvorov, lasciando Novi per Cambiò, quando venne a sapere del combattimento in corso. Le divisioni Victor e Grenier, sebbene numericamente piuttosto deboli, dopo aver attraversato la Bormida si divisero in due gruppi verso le otto del mattino, sfruttando la copertura fornita da un bosco di gelsi. I primi colpi tra i due eserciti furono scambiati soltanto alle dieci. In breve tempo, i plotoni di austriaci furono cacciati da Marengo, Spinetta e Cassina Grossa. Dietro a Cassina Grossa si svolsero gli scontri maggiori: i due eserciti avevano posto l'artiglieria sulle ali e si scontravano al centro. La foga e l'ardore dei francesi ebbe la meglio sui reparti della coalizione: il centro cedette verso mezzogiorno. A tratti, il canto dei francesi, che intonavano la Marsigliese, copriva il suono degli spari. Suvorov, per evitare una seconda sconfitta nel giro di pochi giorni, impiegò ogni risorsa a sua disposizione: fermò i fuggitivi, impiegò tutte le proprie riserve e mandò ogni uomo di fanteria a fermare i progressi dei francesi. Rafforzò Somariva per prima, dove le sue linee erano state decimate. Poi lanciò una carica di cavalleria, ingaggiando i francesi di fronte a San Giuliano.
I francesi erano sul punto di cacciare indietro le forze austro-russe concentrate a San Giuliano quando l'arrivo dei rinforzi russi del principe Bagration costrinse Moreau a cambiare i propri piani. Sebbene Victor fosse riuscito a fermare la carica del generale russo a Busana, Suvorov avrebbe potuto impiegare quasi 30 000 uomini, se avesse avuto il tempo necessario. Non era concepibile che riuscissero ad ottenere una qualche forma di vittoria se i combattimenti fossero proseguiti ancora a lungo. Per questo, Moreau decise di ordinare la ritirata. I francesi lasciarono il campo di battaglia in buon ordine, ritornando ad Alessandria.

## Conseguenze
La battaglia si concluse con un modesto numero di perdite da ambe le parti. I francesi stimarono le perdite in 569 morti e feriti nel proprio esercito e 720 in quello alleato. I rapporti russi, invece, risultano essere vari ed inaffidabili: esagerano le perdite francesi e minimizzano le proprie, in alcuni casi non facendone menzione. In alcuni resoconti giungono alla conclusione che le perdite francesi fossero ben oltre le 2 500.
Entrambe le parti dichiararono di aver vinto la battaglia. Nonostante il risultato non fosse decisivo, l'impatto che la battaglia ebbe sulle successive mosse dei due generali fu notevole. I francesi, dopo essersi ritirati alle spalle del Bormida, ripiegarono in direzione delle Alpi Pennine, per riunirsi a Genova con MacDonald e riallacciare le proprie linee di comunicazione con la Francia. Suvorov, invece, prese il suo esercito e marciò su Torino, dopo aver perso completamente traccia della posizione dell'esercito francese.
Per il proprio contributo in battaglia, Bagration ricevette l'onorificenza dell'Ordine Imperiale di Sant'Aleksandr Nevskij.